# Фортуна возвращения
Фортуна возвращения (лат. Fortuna Redux) ― ипостась древнеримской богини Фортуны, которая могла благоволить путешественникам, возвращавшимся домой после долгого и опасного странствия. Её характерными символическими чертами были типичный рог изобилия Фортуны, а также специфические предметы вроде судового руля или рулевого весла, иногда в сочетании с глобусом. 

## Происхождение
Культ Фортуны возвращения был введён в Риме в 19 г. до н. э. В честь богини 12 октября был учреждён новый праздник (feriae), который первоначально ознаменовал возвращение Августа в Рим из Малой Азии в том же году. С этого времени богине ежегодно приносились жертвы от понтификов и весталок на посвящённом ей алтаре (Ara Fortunae Reducis). После смерти Августа этот праздник стал известен как августалии. Он стал крупным событием в общем комплексе религиозных обрядов, связанных с культом императоров. 

## Места поклонения
Алтарь Фортуны возвращения был открыт 12 октября 19 г. до н. э. и посвящен 15 декабря того же года. Вероятно, он примыкал к Храму Чести и Добродетели рядом с Капенскими воротами. Алтарь богини изображен на нескольких древнеримских монетах и выглядит относительно скромным. Император Домициан построил храм для богини после триумфального возвращения с войны в Германии в 93 году нашей эры. Этот храм, скорее всего, стоял на склоне Капитолийского холма, откуда открывался вид на Триумфальные врата: данное предположение вытекает из анализа древнего барельефа на Арке Марка Аврелия, изображающего церемонию прибытия императора (adventus). На барельефе можно увидеть символы Фортуны на фронтоне, а также портик коринфского ордера и общий архитектурный облик храма. Есть некоторая вероятность того, что этот же храм присутствует на мраморном плане Рима. Монеты показывают, что статуя Фортуны стояла у храма. Богиня держала судовой руль и рог изобилия, которые являются её обычными атрибутами.

## Культ
Культ Фортуны возвращения был широко распространен в Западной империи. Богиня считалась духом-хранителем императора и оберегала его во время путешествий. В Цирте, столице Нумидии, на одной из археологических находок была обнаружен надпись Fortuna Redux Augusta, нанесённая местным чиновником: эпитет Augusta означал принадлежность богини к императорскому культу. Фортуна возвращения была самым распространенным образом Фортуны на имперских монетах. Например, в 211 году нашей эры чеканка монет Fortuna Redux ознаменовала возвращение Каракаллы и Геты из Британии. Фортуна в этом образе также появляется на монетах, выпущенных Септимием Севером, Галлиеном и другими императорами. 
Хотя её культ установился в Риме, богиня почиталась и в других частях Империи, на что указывают различные обнаруженные надписи, свидетельствующие об исполнении обета (votum) и выражающие благодарность за безопасное возвращение. Так, в Глануме раньше находился обетный алтарь, который устроил ветеран XXI Стремительного легиона для Фортуны возвращения вместе с кельтскими божествами Гланис и Гланике. 

## Родственные божества
Юпитер также иногда имел эпитет Redux. А руль и рог изобилия также являлись атрибутами синкретизированной Исиды-Фортуны.